# 게이샤의 추억
《게이샤의 추억》(Memoirs of a Geisha)은 1997년에 출판된 아서 골든의 소설이다. 2차 세계 대전 이전 일본의 교토를 무대로 하고 있으며, 게이샤로 살아가는 한 여자의 인생을 그린 이야기이다. 2005년에 동명의 영화로 개봉되었다.

## 같이 보기
- 게이샤의 추억 (영화)